# Reamker
Reamker (khm. រាមកេរ្តិ៍, /riːəmkeː/; także: Rāmakerti) – khmerski epos oparty na Ramajanie.

## Pochodzenie utworu
Opowieść będąca kanwą Reamker, czyli Ramajana, dotarła do Azji Południowo-Wschodniej w ostatnich stuleciach przed naszą erą jako element ówczesnych silnych religijnych, literackich i językowych wpływów subkontynentu indyjskiego na tę część świata. Przez stulecia, wraz z Mahabharatą, stanowiła ona podstawę twórczości literackiej i dramatycznej w Azji Południowo-Wschodniej. Przez ten czas opowieść ulegała zmianom dostosowującym ją do miejscowych realiów, by ostatecznie przyjąć różne formy charakterystyczne dla poszczególnych narodów regionu. Nie wiadomo, kiedy dokładnie proces ten zaczął się w kręgu kultury khmerskiej. Datowana na rok 598 po Chr. khmerska inskrypcja wspomina o codziennej recytacji Ramajany w świątyni poświęconej Śiwie. Ślady wpływu Ramajany na kulturę khmerską można odnotować też w okresie imperium Angkoru - między IX a XIII w. n. e.. W pełni wykrystalizowana khmerska wersja Ramajany - Reamker - spisana została w XVI wieku n. e. Nie zachowały się żadne wcześniejsze źródła pisane, które pozwoliłyby prześledzić ewolucję od tekstu oryginalnego do wersji kambodżańskiej.

## Tekst
Tekst Reamker wydano drukiem po raz pierwszy w roku 1937 w Phnom Penh. Podstawą tego wydania były dwa bardzo podobne rękopisy, na które składało się po 16 fascykułów liści palmowych ponumerowanych od 1 do 10 (Rāmakerti I) i od 75 do 80 (Rāmakerti II). Choć numeracja taka sugeruje utratę dużej części tekstu, w istocie brakujące w historii epizody nie wystarczyłyby do wypełnienia 64 fascykułów.
Pierwsza część tekstu, zawarta w dziesięciu (a zwłaszcza w pierwszych pięciu) fascykułach, jest dużo starsza od części drugiej, na co wskazuje analiza użytego słownictwa i metryki. Pierwsza część miała też prawdopodobnie kilku, podczas gdy część druga jednego tylko autora. Tekst obydwu części różni się też charakterem: podczas gdy część pierwsza ma charakter epicki, druga przypomina raczej tragiczny romans.

## Treść utworu

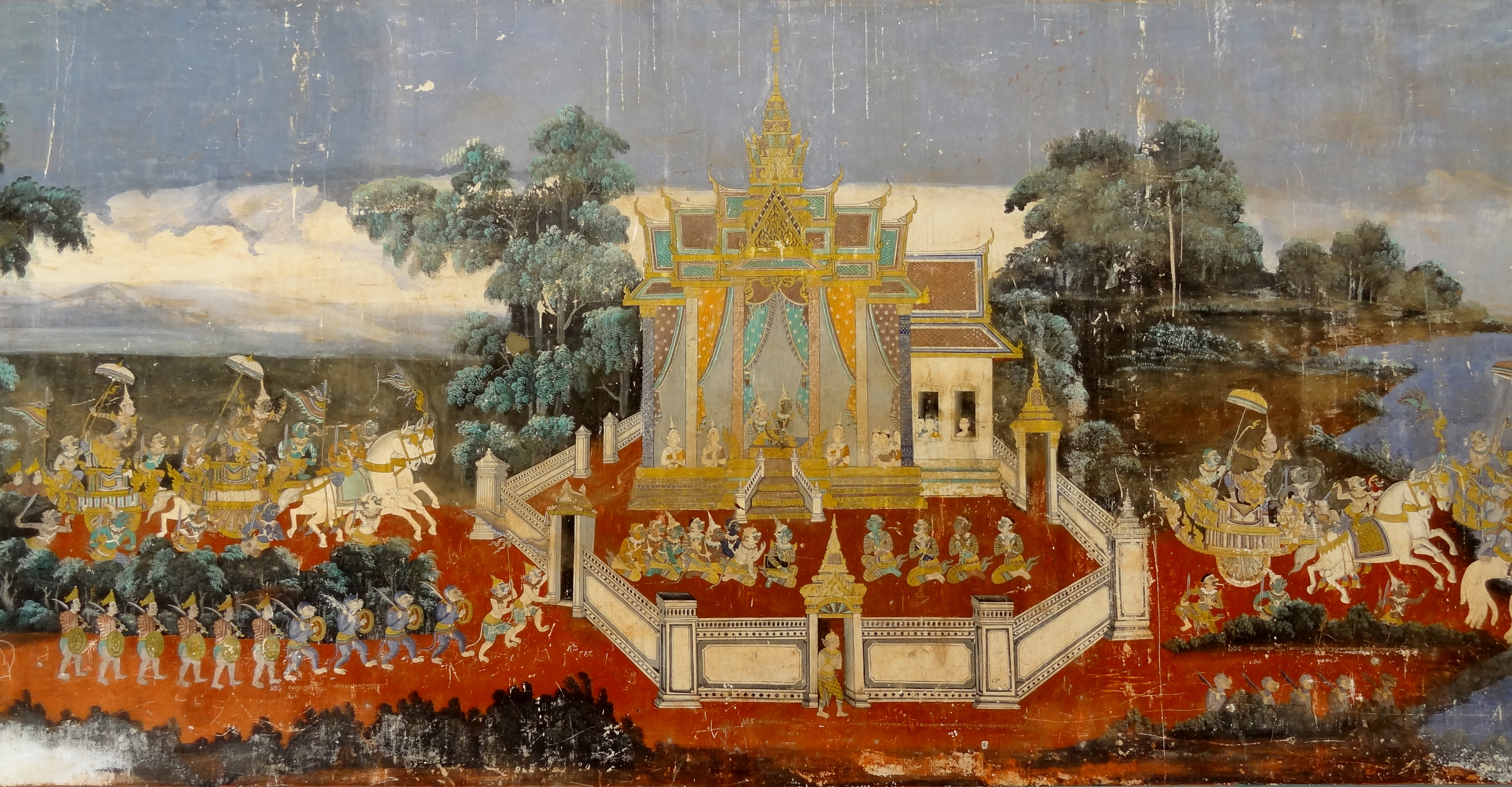
Malowidło na ścianie pałacu królewskiego w Phnom Penh przedstawiające scenę z Reamker

Epos rozpoczynają sceny zabicia przez Ramę ogra Kakanasura. Następnie król Mithili Janaka ogłasza konkurs łuczniczy, którego zwycięzca ma otrzymać rękę jego przybranej córki Sity. Zwycięża Rama, który jako jedyny potrafi napiąć łuk należący do Śiwy. Rama poślubia Sitę. Na skutek intrygi jednej z żon jego ojca - króla Dasaratha - zostaje pozbawiony możliwości objęcia tronu i skazany na czternastoletnią banicję. Wraz z nim na wygnanie udają się dobrowolnie Sita i brat Lakszmana. Podczas pobytu bohaterów w lesie, Lakszmanę próbuje uwieść rakszasa Surpanakha. Ten odrzuca jej zaloty i w złości ją okalecza. W akcie zemsty Surpanakha powiadamia dziesięciogłowego demona Rawanę o pięknie Sity. Rawana, wywabiwszy podstępem braci z pustelni, porywa Sitę na Cejlon. W międzyczasie bracia pomagają małpiemu księciu Sugriwie w jego walce z królewskim bratem Walim. W zamian za pomoc w jego pokonaniu Sugriwa pomaga braciom w odzyskaniu Sity oddając pod ich rozkazy swojego najlepszego dowódcę - Hanumana, syna boga wiatru. Hanuman rozkazuje swym żołnierzom by wybudowali groblę łączącą Indie z Cejlonem. Dostawszy się w ten sposób na Cejlon Rama w serii bitew pokonuje Rawanę i odzyskuje Sitę. Po powrocie do domu i objęciu tronu przez Ramę, Sita zostaje podstępem skłoniona do narysowania portretu Rawany. Odkrywszy ten portret, Rama podejrzewa żonę o niewierność i nakazuje Lakszmie jej zabicie. Ten, będąc przekonanym o niesłuszności zarzutu i wiedząc, że królowa jest ciężarna, nie wykonuje rozkazu. Wygnana Sita rodzi dwóch synów Ramy. Później jeden z nich stacza pojedynek z Ramą, podczas którego bogowie zamieniają strzały króla w pokarm, co przekonuje go o własnym ojcostwie. Rama zabiera chłopców do domu podczas gdy Sita odmawia powrotu urażona oskarżeniami o niewierność. Ostatecznie Ramie udaje się ją zwabić upozorowawszy własny pogrzeb.

### Ważniejsze różnice w stosunku doRamajany
- Reamker jest tekstem krótszym od Ramajany: podczas gdy na pierwowzór składa się ponad 24 000 wersów, Ramakerta zawiera ich około 5000[6].
- W pierwszej części Reamker podkreśla się boskie pochodzenie Ramy, a w drugiej kwestia ta jest niemal pomijana. W Ramajanie rozłożono akcenty przeciwnie[7].
- W opisach zdarzeń i treściach wypowiedzi bohaterów Reamker znajdują się liczne odniesienia do buddyzmu. Postać Ramy jest wprost przemodelowana tak, by przypominała samego Siddharthę[8]
- Opis zachowania i gestów niektórych postaci zmieniono w Reamker tak, jakby były one tancerzami. Jest to odbiciem roli utworu, jako źródła tematyki dla tradycyjnego tańca khmerskiego[7][a]
- Małpy przedstawione są w Reamker ambiwalentnie podczas gdy w Ramajanie zdecydowanie pozytywnie. Jest to odbiciem tradycyjnie negatywnego stosunku Khmerów do małp[9].
- Bóg ognia Agni porusza się na nosorożcu zamiast na tryku[10].
- Imiona bohaterów (spółgłoski w nawiasach nie są wymawiane)[11]

| Reamker     | Ramajana   |
| ----------- | ---------- |
| Rām         | Rāma       |
| Sītā        | Sītā       |
| Laksm(ṇ)    | Lakṣmaṇa   |
| Rāb(ṇ)      | Rāvaṇa     |
| Hanumān     | Hanumān    |
| Sūrapanakhā | Śūrpaṇakhā |
| Sugrib      | Sugriva    |
| Bālī        | Vali       |

## Obecność utworu w kulturze khmerskiej

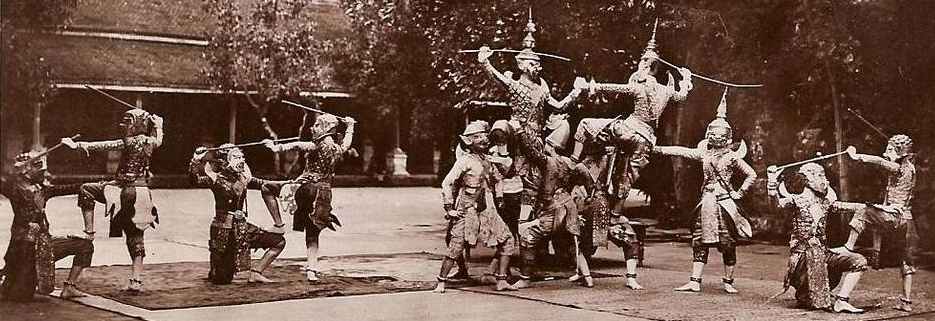
Królewski Balet Kambodży odtwarza Reamker

Reamker należy do najstarszych zachowanych khmerskich utworów literackich. Treść utworu stała się inspiracją dla khmerskiej ikonografii i architektury - przedstawienia postaci i scen z opowieści w postaci reliefów znalazły się na ścianach klasycznych khmerskich świątyń. Niemal cały epos został wyrzeźbiony na ścianie zachodniego korytarza Angkor Wat, począwszy od bramy głównej ku północy oraz w zachodniej części korytarza północnego. Sceny z Reamker w postaci fresków zdobią ściany wielu pagód - jedne z najpiękniejszych znajdują się w Wat Po w Siem Reap.
Bardzo prawdopodobne jest, że Reamker był w postaci dramatu wystawiany na kambodżańskim dworze królewskim. Tekst eposu stanowił też podstawę repertuaru kambodżańskiego baletu i teatru cieni. Innymi formami jego przedstawiania jest publiczna deklamacja przez znających treść na pamięć opowiadaczy bądź śpiew fragmentów eposu z towarzyszeniem dwustrunowej lutni. Wybór przedstawianych scen i ich kolejność jest różna w zależności od regionu Kambodży.

## Przekłady
W latach 1977–1982 opublikowano pierwszy francuski przekład Reamker. W międzyczasie, w roku 1978, ukazało się kolejne tłumaczenie na język francuski. Pierwszy przekład angielski wydano w roku 1986.